# پرستودریایی‌ها
پرستودریایی‌ها (نام علمی: Sterna) سرده‌ای از پرندگان دریایی عضو تیره کاکاییان هستند که گستره پراکندگی جهانی دارند. این سرده پیشتر اعضای سرده پرستودریایی‌های پشت‌تیره را نیز دربر داشت، اما پس از آنکه مشخص شد ارتباط میان آن‌ها پراتبار است، از هم جدا شدند.

## طبقه‌بندی
- سرده پرستودریایی‌ها که اغلب سفیدرنگ هستند.
  - پرستودریایی فورستر، Sterna forsteri
  - پرستودریایی تاج‌برفی، Sterna trudeaui
  - پرستودریایی معمولی، Sterna hirundo
  - پرستودریایی گلگون، Sterna dougallii
  - پرستودریایی کوچک، Sterna striata
  - پرستودریایی سوماترا، Sterna sumatrana
  - پرستودریایی آمریکای جنوبی، Sterna hirundinacea
  - پرستودریایی جنوبگان، Sterna vittata
  - پرستودریایی کرگولن، Sterna virgata
  - پرستودریایی شمالگان، Sterna paradisaea
  - پرستودریایی رودخانه‌ای، Sterna aurantia
  - پرستودریایی شکم‌سیاه، Sterna acuticauda
  - پرستودریایی گونه‌سفید، Sterna repressa
- پرستودریایی پریوش که به Sternula nereis منتقل شد.